# Fanny Davies

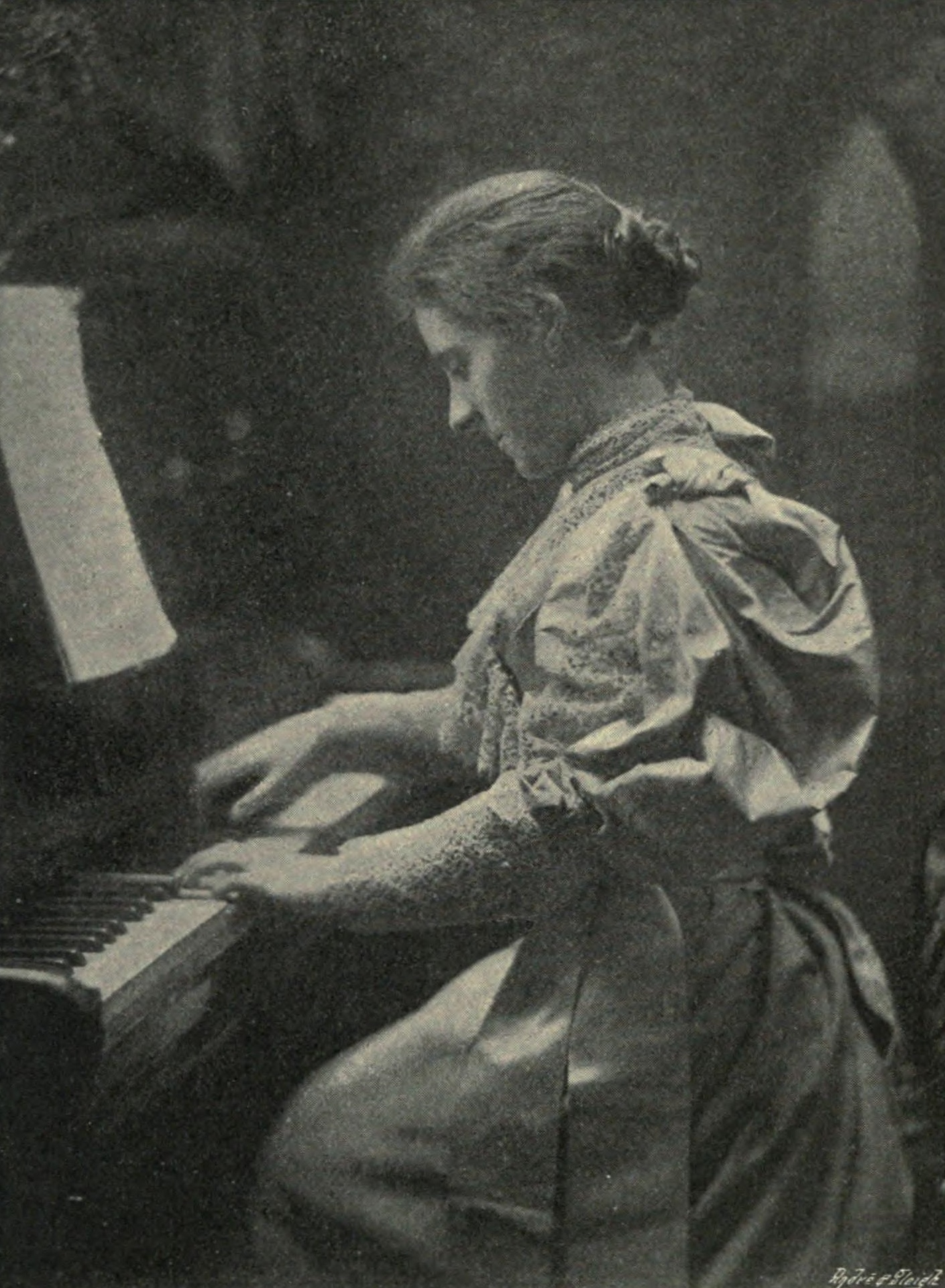
Fanny Davies, Fotografie: H. S. Mendelssohn (Quelle: Assell's Universal Portrait Gallery, London u. a. 1895, S. 265, Digitalisat)

Fanny Davies (* 27. Juni 1861 in St. Peter Port auf der Insel Guernsey, (damals) Großbritannien; † 1. September 1934 in London, England) war eine englische Pianistin, Klavierlehrerin und eine berühmte Schülerin Clara Schumanns.

## Leben
Fanny Davies, Tochter von Mary Jemima Davies geb. Woodhill (* 1829) und dem Lehrer Alfred Arnold Davies (* 1828), kam aus einer musikalischen Familie; ihr Großvater mütterlicherseits, John Woodhill, war ein berühmter Cellist in Birmingham. Im Alter von fünf Jahren erhielt sie ihren ersten Klavierunterricht. Ihren ersten (halböffentlichen) Auftritt hatte sie 1867 in einem Wohltätigkeitskonzert in der Birminghamer Town Hall mit Beethovens Klaviersonate Nr. 12 As-Dur op. 26. In Birmingham nahm sie Klavierunterricht bei Charles Edwin Flavell (1817–1879), einem ehemaligen Schüler Aloys Schmitts, und Unterricht in Harmonielehre bei Alfred R. Gaul (1837–1913). Mit 13 Jahren erlernte sie außerdem das Geigenspiel bei Henry Hayward (1814–1884). In London war Charles Hallé (1819–1895) ihr Klavierlehrer, 1882 riet er ihr, nach Deutschland zu reisen und sich weiter ausbilden zu lassen.
1883 studierte Fanny Davies Klavier am Leipziger Konservatorium bei Carl Reinecke und Oscar Paul sowie Komposition bei Salomon Jadassohn. Im selben Jahr bewarb sich Fanny Davies um einen Studienplatz bei Clara Schumann und konnte ab 1883/1884 in ihrer Klavierklasse am Hoch’schen Konservatorium in Frankfurt am Main studieren sowie Komposition bei Bernhard Scholz. 1885 beendete sie ihr Studium am Hoch’schen Konservatorium.
Nach ihrem Studium begann sie eine erfolgreiche Karriere als Konzertpianistin in London, 1887 unternahm sie eine Konzertreise nach Deutschland und spielte in Berlin, Leipzig, Frankfurt a. M. und Stuttgart. Weitere Konzertreisen brachten sie nach Frankreich, Österreich-Ungarn, Italien und Spanien. Ihre Hauptwirkungsorte aber waren London und weitere Städte des Vereinigten Königreichs wie zum Beispiel Glasgow, Edinburgh, Manchester, Birmingham oder Liverpool. 1922 unternahm sie eine Konzertreise nach Prag mit dem Böhmischen Streichquartett (Karel Hoffmann, Josef Suk, Oskar Nedbal und Hanuš Wihan). Bis 1931 gab sie zahlreiche Konzerte und wurde von ihren Zeitgenossen als eine der wichtigsten Pianistinnen gerühmt.
Die Pianistin trat mit bedeutenden Musikern ihrer Zeit  auf, so u. a. mit Joseph Joachim, Alfredo Piatti, Pablo Casals, Ilona Eibenschütz und Gabriele Wietrowetz. Fanny Davies’ Repertoire war sehr vielseitig und umfasste einen großen historischen Zeitraum, sie führte Werke von Bach bis Brahms auf, spielte aber auch Werke weniger bekannter Künstler wie etwa von Jakob Rosenhain oder Hubert Parry sowie Kompositionen von Frauen, etwa von Ethel Smyth oder Louise Héritte-Viardot. Außerdem machte sie die Werke von Claude Debussy und Alexandre Scrjabin in England bekannt und führte historische Musik (englische Virginalmusik des 16. und 17. Jahrhunderts) auf, für die sie eigens Archive durchforschte. Durch Clara Schumanns Einfluss bildeten aber Werke von Johannes Brahms und Robert Schumann einen Schwerpunkt ihrer Programme.

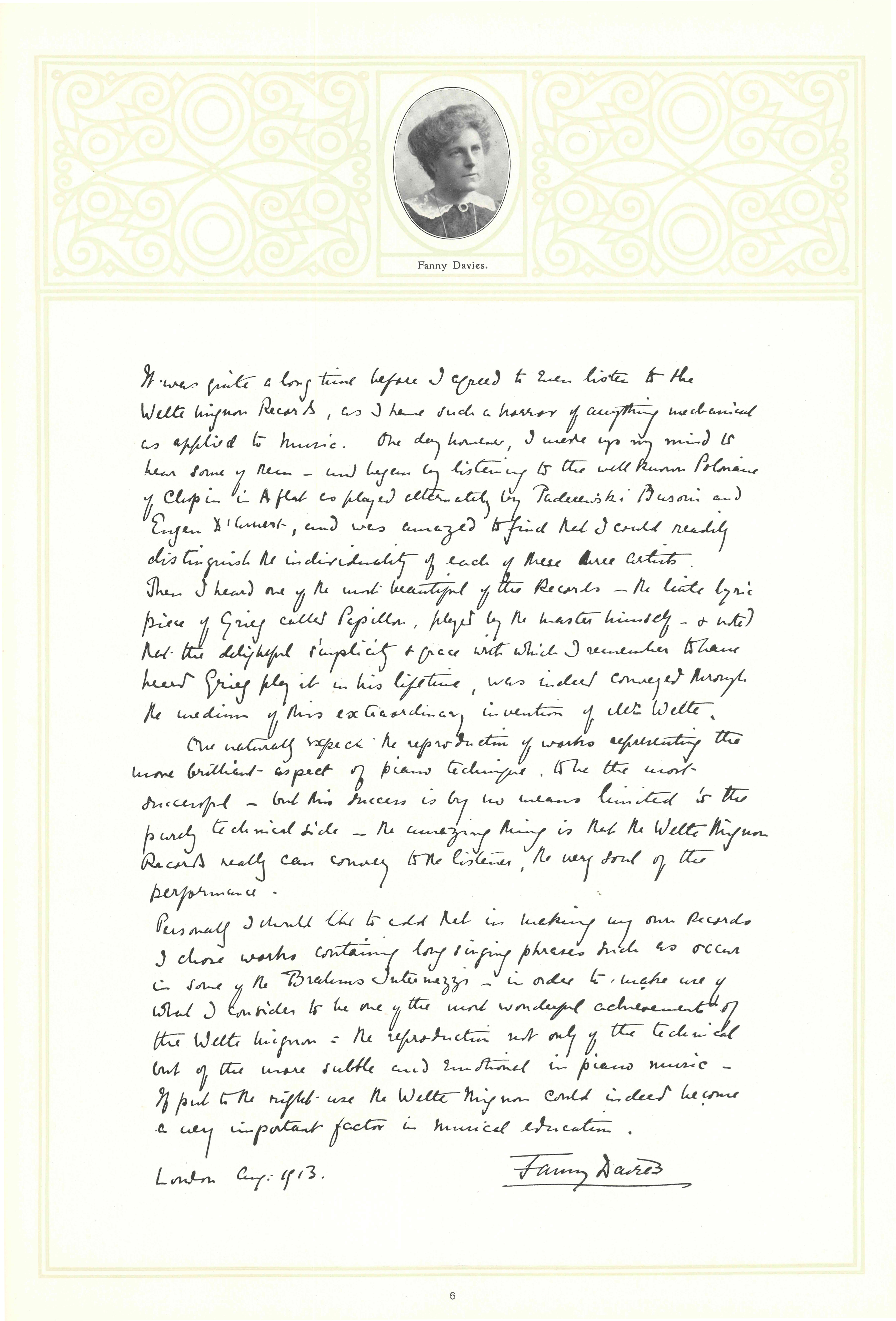
Autograph Fanny Davies’, aus: Autogramme berühmter Meister der Tonkunst. New York; Freiburg i. Br.: M. Welte, 1913

In London wirkte Fanny Davies außerdem als Klavierlehrerin, zu ihren Schülerinnen gehörten u. a. Adelina de Lara, Edie Barnett, Nora Walters, Mildred Carter und Emma S. Griffiths. Einige ihrer Schülerinnen nahmen auch Unterricht bei Clara Schumann in Frankfurt a. M. 1892/93 übernahm Eugenie Schumann, die Tochter Clara Schumanns, für die Dauer einer Konzertreise die Schülerinnen von Fanny Davies in London.
1925 und 1926 war Fanny Davies Präsidentin der Society of Women Musicians.
Es existieren einige Aufnahmen ihres Klavierspiels auf Welte-Mignon-Rollen und Schallplatten vom Anfang des 20. Jahrhunderts.

## Schriften
- Fanny Davies: „On Schumann – and reading between the lines“, in: Music and Letters 1925, VI, S. 214–223.

- Fanny Davies: „The Pianoforte Concertos“, in: Music and Letters 1927, VIII, S. 224–226.

- Fanny Davies: „Some Personal Recollections of Brahms as Pianist and Interpreter“, in: Cobbett's Cyclopedic Survey of Chamber Music, London 1929, Vol. 1, S. 182–184. Neu veröffentlicht in Bozarth 2003, S. 172–176.[12]